# Arcueil (rivière)
Pour la commune, voir Arcueil.
L'Arcueil est une rivière française qui coule dans le département du Cantal. C'est un affluent de l'Alagnon en rive droite, donc un sous-affluent de la Loire par l'Alagnon et l'Allier.

## Géographie
L'Arcueil prend sa source à 1 230 mètres d’altitude sur le territoire de la commune de Védrines-Saint-Loup, à 250 m au S.O. du hameau du Gay, au lieu-dit « La montagne du Gay », dans le Cantal. C'est dans un petit cirque de 6 ou 7 m de diamètre que l'on découvre l'œil de la source caché sous un mince tapis de cressons. Son orientation générale va du sud vers le nord. Elle se jette dans l'Alagnon en rive droite près de Massiac.

## Affluents

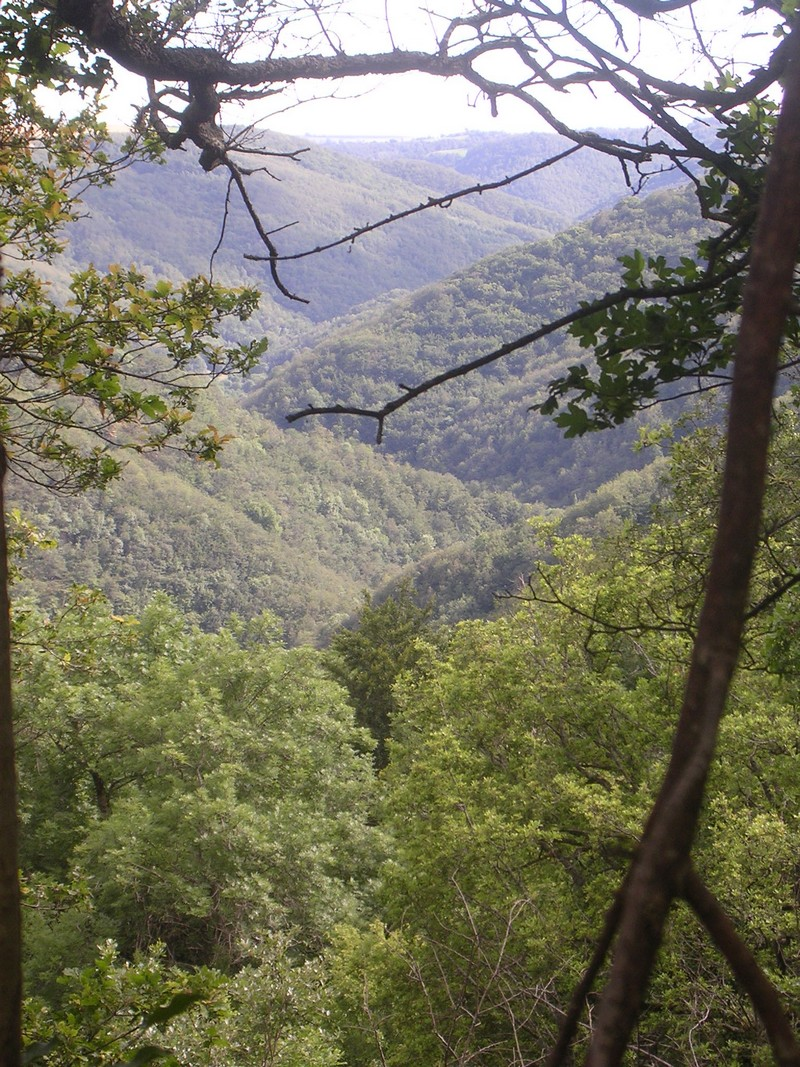
La vallée de l'Arcueil en amont de Bonnac.

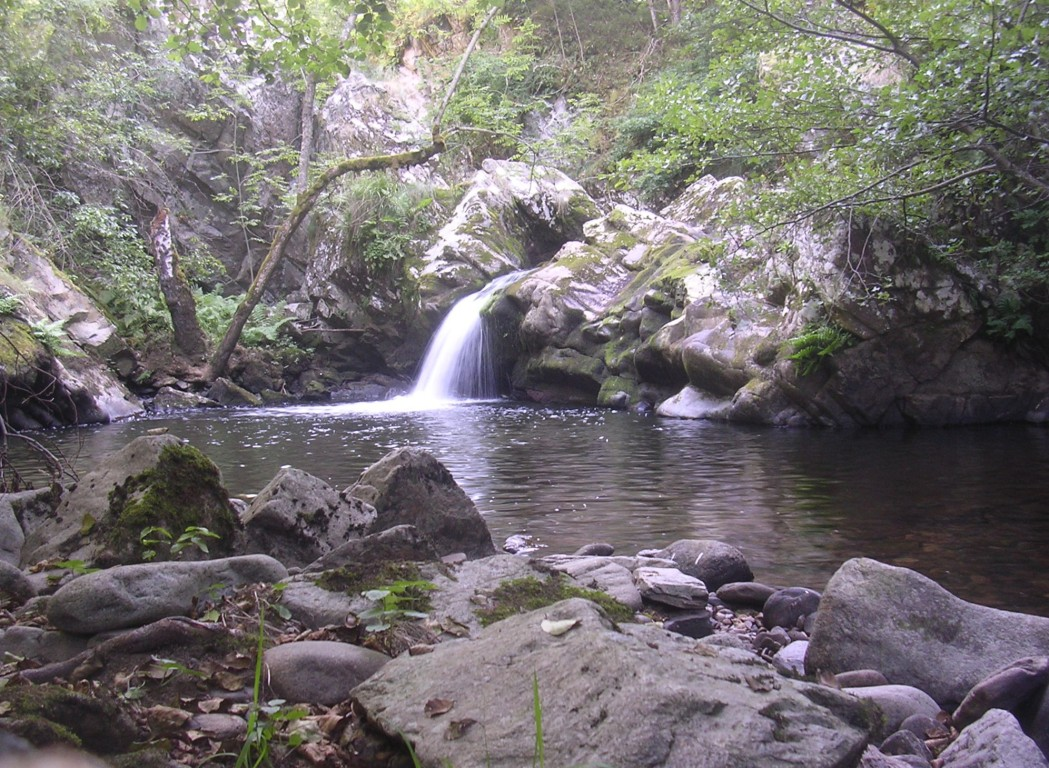
Gorges de l'Arcueil.

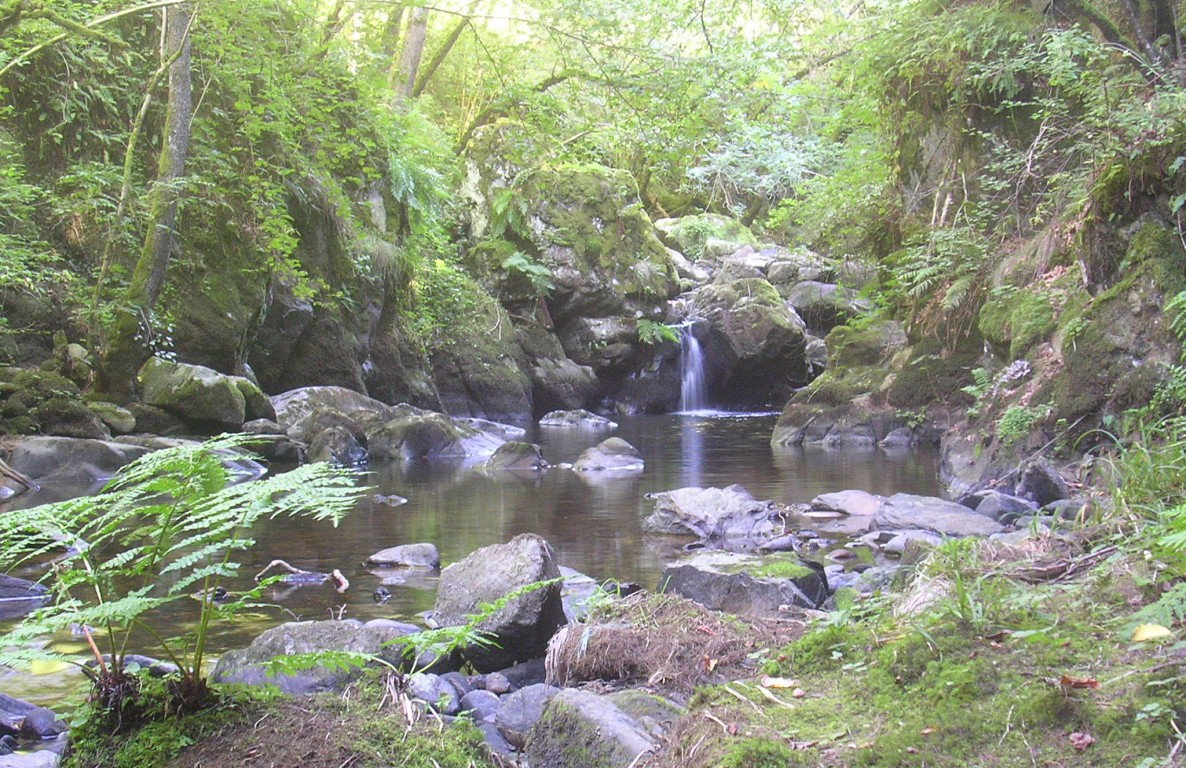
Gorges de l'Arcueil.

L'Arcueil compte 18 affluents référencés parmi lesquels...
- Ruisseau de la Foulaire
- Ruisseau de Bois-petit
- Ruisseau de la Combette
- Ruisseau des Chenes
- Ruisseau de Violet
- Ruisseau de Reversin
- Ruisseau des Evers
- Ruisseau de la Gaye
- Ruisseau du Pontet
- Ruisseau de la Marette
- Ruisseau de l'Ouraillou
- Ruisseau de la Serre
- Ruisseau des Crosavail
- Ruisseau de Chandeze

## Communes traversées
Elle coule dans les communes suivantes :
- Védrines-Saint-Loup
- Montchamp
- Lastic
- Vieillespesse
- Rézentières
- Saint-Mary-le-Plain
- Bonnac
- Massiac

Toutes ces communes sont situées dans le département du Cantal.

## Hydrologie
Comme la plupart des cours d'eau issus du Massif central, l'Arcueil est une rivière abondante. Son débit a été observé durant une période de 40 ans (1969-2008), à Massiac, localité située au niveau de son confluent avec l'Alagnon. Le bassin versant de la rivière y est de 99,3 km2 soit sa quasi-totalité.
Le module de la rivière à Massiac est de 1,08 m3/s.
L'Arcueil présente des fluctuations saisonnières de débit assez importantes, avec une longue période de hautes eaux d'hiver et de printemps caractérisée par un débit mensuel moyen évoluant dans une fourchette de 1,23 à 1,75 m3/s, de décembre à mai inclus (avec un maximum en avril dû à la fonte des neiges). Dès le début du mois de juin, le débit diminue fortement pour aboutir à la période des basses eaux qui a lieu en août-septembre, avec une baisse du débit moyen mensuel allant jusqu'à 0,278 m3/s au mois d'août, ce qui reste assez confortable pour un cours d'eau d'aussi petite taille. Cependant ces chiffres ne sont que des moyennes et les fluctuations de débit peuvent être plus importantes d'après les années et sur des périodes plus courtes.
À l'étiage le VCN3 peut ainsi chuter jusque 0,001 m3/s, en cas de période quinquennale sèche,
soit 1 petit litre par seconde, ce qui peut être considéré comme très sévère, le cours d'eau tombant ainsi quasi à sec.
Les crues peuvent être assez importantes compte tenu de la taille assez modeste du bassin versant. Les QIX 2 et QIX 5 valent respectivement 10 et 15 m3/s. Le QIX 10 est de 18 m3/s, le QIX 20 de 21 m3/s, tandis que le QIX 50 se monte à 25 m3/s.
Le débit instantané maximal enregistré à Massiac durant cette période, a été de 29,5 m3/s le 5 novembre 1994, tandis que le débit journalier maximal enregistré était de 18,2 m3/s le 29 janvier 1982. Si l'on compare la première de ces valeurs à l'échelle des QIX de la rivière, cette crue était extrêmement forte, plus importante que le QIX 50 ou niveau de crue cinquantennale, et donc tout à fait exceptionnelle.
Au total, l'Arcueil est une rivière abondante, bien alimentée par les précipitations de la montagne de la Margeride. La lame d'eau écoulée dans son bassin versant est de 345 millimètres annuellement, ce qui est quelque peu supérieur à la moyenne de la France entière tous bassins confondus (320 millimètres), et nettement plus élevé que le bassin de la Loire (244 millimètres). Le débit spécifique (ou Qsp) de la rivière atteint 10,9 litres par seconde et par kilomètre carré de bassin.